# Maladera alibagensis
Maladera alibagensis (лат.) — вид пластинчатоусых жуков рода Maladera из подсемейства хрущей (Scarabaeidae).

## Распространение
Индия, штат Махараштра, Alibag env., 45 км южнее Бомбея.

## Описание
Пластинчатоусые жуки среднего размера. Тело продолговато-овальное, тёмнокоричневое, усики желтоватые, тусклые, лаброклипеус блестящий, тело голое кроме нескольких коротких щетинок на голове. Длина тела: 10,2 мм, длина надкрылий: 6,9 мм, ширина: 5,7 мм. Личинки, предположительно, как и у близких видов, живут в почве, питаются корнями растений.

## Систематика и этимология
Вид был впервые описан в 2016 году по материалам из Индии. Наиболее близок к виду Maladera kanarana, от которого отличается более крупным телом и формой эдеагуса. Правая дистальная фаллобазальная аподема находится на одном уровне с левой у M. alibagensis, тогда как у M. kanarana она выступает дистально; правая парамера в своих базальных двух третях у нового вида почти прямая, тогда как у M. kanarana она сильно изогнута. Название нового вида происходит от названия  места обнаружения типовой серии Alibag.